# Kure-nai
Kure-nai (紅? lett. "Cremisi") è una serie di light novel scritta da Kentarō Katayama ed illustrata da Yamato Yamamoto. Un adattamento manga è stato serializzato sulla rivista Jump Square della Shūeisha tra il 2 novembre 2007 e il 4 giugno 2012. Un adattamento anime, prodotto dalla Brain's Base, è stato trasmesso in Giappone tra il 3 aprile e il 19 giugno 2008.

## Trama
Il sedicenne Shinkurō Kurenai, uno specialista nella risoluzione di dispute tra le persone, riceve un giorno l'incarico dal suo datore di lavoro di fare da bodyguard alla figlia di una potente famiglia plutocratica.

## Personaggi
Shinkurō Kurenai (紅 真九郎?, Kurenai Shinkurō)
Doppiato da: Miyuki Sawashiro
Murasaki Kuhōin (九鳳院 紫?, Kuhōin Murasaki)
Doppiata da: Aoi Yūki
Benika Jūzawa (柔沢 紅香?, Jūzawa Benika)
Doppiata da: Sawa Ishige
Yayoi Inuzuka (犬塚 弥生?, Inuzuka Yayoi)
Doppiata da: Aiko Ōkubo
Ginko Murakami (村上 銀子?, Murakami Ginko)
Doppiata da: Nozomi Masu
Yūno Hōzuki (崩月 夕乃?, Hōzuki Yūno)
Doppiata da: Ryōko Shintani
Tamaki Mutō (武藤 環?, Mutō Tamaki)
Doppiata da: Asami Sanada
Yamie (闇絵?, Yamie)
Doppiata da: Haruka Kimura
Renjō Kuhōin (九鳳院 蓮丈?, Kuhōin Renjō)
Doppiato da: Takaya Kuroda
Kirihiko Kirishima (斬島 切彦?, Kirishima Kirihiko)
Doppiata da: Mikako Takahashi
Lin Cheng-Shin (リン・チェンシン?, Lin Chenshin)
Doppiata da: Kana Ueda
Lucy May (ルーシー・メイ?, Rūshī Mei)
Doppiata da: Akira Tomisaka
Zena Hoshigami (星噛 絶奈?, Hoshigami Zena)

## Media

### Light novel
La serie, scritta da Kentarō Katayama con le illustrazioni di Yamato Yamamoto, è stata pubblicata dalla Shūeisha sotto l'etichetta Super Dash Bunko. La storia è divisa in quattro volumi, che sono stati messi in vendita tra il 20 dicembre 2005 e il 25 aprile 2008.
| Nº | Giapponese 「Kanji」 - Rōmaji                          | Data di prima pubblicazione             | Data di prima pubblicazione |
| Nº | Giapponese 「Kanji」 - Rōmaji                          | Giapponese                              |                             |
| 1  | 「紅」 - Kure-nai                                      | 20 dicembre 2005 ISBN 4-08-630272-1     |                             |
| 2  | 「紅 ～ギロチン～」 - Kure-nai ~girochin~              | 25 luglio 2006 ISBN 4-08-630290-X       |                             |
| 3  | 「紅 ～醜悪祭～（上）」 - Kure-nai ~shūakusai~ (jō)    | 22 novembre 2007 ISBN 978-4-08-630342-2 |                             |
| 4  | 「紅 ～醜悪祭～（下）」 - Kure-nai ~shūakusai~ (shita) | 25 aprile 2008 ISBN 978-4-08-630416-0   |                             |

### Manga
L'adattamento manga ha iniziato la serializzazione sul primo numero del Jump Square della Shūeisha ed è terminato sul numero di giugno 2012. I vari capitoli sono stati raccolti in dieci volumi tankōbon, pubblicati tra il 4 giugno 2008 e il 3 agosto 2012.

#### Volumi
| Nº | Data di prima pubblicazione | Data di prima pubblicazione | Data di prima pubblicazione |
| Nº | Giapponese                  | Giapponese                  |                             |
| -- | --------------------------- | --------------------------- | --------------------------- |
| 1  | 4 giugno 2008               | ISBN 978-4-08-874509-1      |                             |
| 2  | 4 novembre 2008             | ISBN 978-4-08-874598-5      |                             |
| 3  | 1º maggio 2009              | ISBN 978-4-08-874671-5      |                             |
| 4  | 4 dicembre 2009             | ISBN 978-4-08-874771-2      |                             |
| 5  | 2 luglio 2010               | ISBN 978-4-08-870040-3      |                             |
| 6  | 3 dicembre 2010             | ISBN 978-4-08-870155-4      |                             |
| 7  | 3 giugno 2011               | ISBN 978-4-08-870242-1      |                             |
| 8  | 4 novembre 2011             | ISBN 978-4-08-870338-1      |                             |
| 9  | 2 marzo 2012                | ISBN 978-4-08-870393-0      |                             |
| 10 | 3 agosto 2012               | ISBN 978-4-08-870486-9      |                             |

### Anime
La serie televisiva anime, prodotta dalla Brain's Base e diretta da Kō Matsuo, è andata in onda dal 3 aprile al 19 giugno 2008. La sigla di apertura è Love Jump di Minami Kuribayashi, mentre quelle di chiusura sono Crossing Day (per gli episodi 1–7, 9–11) e Tenohira no taiyō (手のひらの太陽?) (per l'episodio 8) di Ryōko Shintani. In America del Nord i diritti sono stati acquistati dalla Sentai Filmworks. Due episodi OAV sono stati pubblicati rispettivamente il 2 luglio e il 3 dicembre 2010.

#### Episodi
| Nº | Titolo italiano (traduzione letterale) Giapponese 「Kanji」 - Rōmaji                                                      | In onda        | In onda |
| Nº | Titolo italiano (traduzione letterale) Giapponese 「Kanji」 - Rōmaji                                                      | Giapponese     |         |
| 1  | Notte estrema 「極夜」 - Kyokuya                                                                                          | 3 aprile 2008  |         |
| 2  | Con lo scolo e il corso d'acqua 「溝と流れと」 - Mizo to nagare to                                                        | 10 aprile 2008 |         |
| 3  | La faccia di un impostore 「偽者の顔」 - Nisemono no kao                                                                  | 17 aprile 2008 |         |
| 4  | Un tipo furbo 「才物」 - Saibutsu                                                                                         | 24 aprile 2008 |         |
| 5  | Desiderio 「望み」 - Nozomi                                                                                               | 1º maggio 2008 |         |
| 6  | La luce splende sulla tua testa, non è vero? 「貴方の頭上に光が輝くでしょう」 - Anata no zujō ni hikari ga kagayaku deshō | 8 maggio 2008  |         |
| 7  | Donne 「女」 - Onna | 15 maggio 2008 |         |
| 8  | Con autoconservazione e codardia 「自愛と臆病と」 - Jiai to okubyō to                                                     | 22 maggio 2008 |         |
| 9  | Con te e me 「貴方と私と」 - Anata to watashi to                                                                          | 29 maggio 2008 |         |
| 10 | Paura abituale 「慣れの恐怖」 - Nare no kyōfu                                                                             | 5 giugno 2008  |         |
| 11 | Io penso 「われ思考う」 - Ware omō                                                                                        | 12 giugno 2008 |         |
| 12 | Io sono 「われ存在り」 - Ware ari                                                                                         | 19 giugno 2008 |         |